# Шогрен, Эрик
Эрик Шогрен (англ. Eric Shogren; род. 16 января 1966 года, США) — российско-американский предприниматель, основатель компаний New York Pizza и Kuzina.

## Семья
Жена — Ольга Шогрен, брат — Брэд Шогрен, пятеро детей.

## Образование
Учился в частной школе Блэйк, расположенной в Миннеаполисе.

## Предпринимательская деятельность
После окончания школы Шогрен занялся продажей постеров с изображением знаменитых спортсменов.
В 1992 году Шогрен приехал в Новосибирск к своему брату Брэду, который обучался здесь по обмену в одном из учебных заведений Академгородка. В Новосибирске ему пришла идея о продаже хоккейных шайб советского производства в США — однажды он купил шайбу в местном магазине и был удивлён её низкой стоимостью: 

За один доллар можно было купить несколько десятков шайб, и я стал думать, как отправить в США корабль с русскими шайбами и сделать себе состояние, торгуя ими уже по доллару за штуку!— Ведомости
 Этот проект не удалось реализовать.
Брэд представил своего брата одному новосибирскому бизнесмену, совместно с которым Эрик создал бизнес по продаже американских автомобилей в России. В 1993 году, заработав деньги, Эрик открыл первый в Новосибирске супермаркет, вложив в проект полмиллиона долларов. Новый магазин торговал продуктами американской компании SuperValu и пользовался у жителей города большой популярностью. Впрочем, скоро супермаркет прекратил работу по причине большого спроса на продукцию и медленной транспортировки товаров из-за рубежа.

### Компании холдинга «Нью-Йорк Пицца»
После закрытия супермаркета Шогрен вернулся в США, где познакомился с будущей женой Ольгой, которая на тот момент училась в Америке. Через некоторое время они женились и в 1995 году уехали в Новосибирск, где в 1996 году основали компанию New York Pizza. Сеть компании развивалась достаточно хорошо и стала популярной в Новосибирске, также было открыто по одному заведению в Барнауле и Кемерове. По данным на 2017 год сеть New York Pizza присутствует в 10 городах, в том числе в Москве.
После основания «Нью-Йорк Пиццы» Шогрен продолжил создавать другие заведения: New York Coffee, New York Diner, гриль-бар New York Times, где музыкантам, исполняющим рок-н-ролл и блюз, предоставлялась возможность постоянного заработка.
В 2002 году Шогрен создаёт сеть кафе-столовых «Кузина», через шесть лет в Новосибирске работали четыре «Кузины», в 2009 году количество заведений сократилось до одного, а в 2010 году закрылось последняя точка сети. В 2012 году на Советской улице появилось первое заведение «Кузины», прошедшее ребрендинг — сеть столовых стала сетью кондитерских, изменился дизайн и логотип. Кроме Новосибирска сеть присутствует также в Барнауле, и с 2015 года появилась в Москве.

### Ресторан «Классика»
В 2000 году Шогрен и банкир Игорь Ким открыли в Новосибирске ресторан «Классика», инициатором основания которого стал новосибирский ресторатор Денис Иванов (на тот момент директор холдинга New York Pizza). Половина заведения принадлежала Киму, другая часть ресторана была в собственности Шогрена. В 2003 году Шогрен продал свою долю ресторана Киму.

### Сибирский фермер
В 2004 году Шогрен создал проект «Сибирский фермер». В 2005 году новая компания арендовала в Коченёвском районе Новосибирской области земельный участок в 21 га, на котором планировалось создать животноводческий комплекс на 3200 коров. Ещё 900 га планировалось взять в аренду на 49 лет для разведения кормовых культур. В бизнес-проект предприниматель вложил собственные 140 млн рублей и, кроме того, надеялся на поддержку со стороны местных властей. Он попытался взять в кредит не менее 500 млн рублей у госбанков, но ему было отказано. Проект не был реализован.

## Финансовые трудности и уголовное преследование
В 2008 году работники NYP проводили митинги, причиной которых стала задержка заработной платы. В феврале 2009 года сотрудники компании также устраивали пикет, в котором участвовало около 40 человек, на мероприятии присутствовало много журналистов. Пикетчики требовали выплатить деньги за работу в компании. Бывший руководитель отдела рекламы New York Pizza Елена Войтенко утверждала, что в среднем долг по зарплате варьируется от 3 до 7 месяцев, журналистам она показала написанное бывшими сотрудниками компании заявление в прокуратуру, его подписали 99 физических лиц и 15 юридических, так как многим поставщикам холдинг также не вернул долги. К пикетирующим прибыл Эрик Шогрен. Он рассказал, что они хотят вернуть деньги людям и что многим бывшим работникам постепенно выплачивают долги.
В начале 2009 года против Шогрена и топ-менеджера компании Евгении Головковой возбудили уголовное дело. Им вменялось в вину около двух десятков эпизодов мошенничества. В версии обвинения указывалось, что Шогрен и Головкова в 2006 году убедили свою сотрудницу Анну Сидевич оформить в «Банке Москвы» на своё имя кредит на миллион рублей, обещав вернуть ей деньги. В апреле 2009 года Шогрена и Головкову задержали, но через 48 часов они были освобождены благодаря внесению залога.
Этот же год стал трудным и для самой компании. В 2009 году подавляющее число точек пиццерии, включая самую крупную на улице Ленина в Новосибирске, было закрыто из-за долгов перед арендодателями, некоторые из них перешли в собственность к новым владельцам, правда в конце 2009 года открылась одна новая точка сети в новосибирском ТРЦ «Мега». Закрылись и другие проекты Эрика Шогрена: бар New York Times, закусочная Diner, две кулинарии «Кузина».

### Конкурсное производство против ООО «Компания „Нью-Йорк Пицца“»
Ещё в конце 2008 года инспекция Федеральной налоговой службы по Октябрьскому району Новосибирска подала исковое заявление о признании банкротом ООО «Компания „Нью-Йорк Пицца“», являвшегося базовым предприятием холдинга New York Pizza, и 17 июля 2009 года в отношении ООО «Компания „Нью-Йорк Пицца“» было введено конкурсное производство.
В августе 2009 года Шогрен организовал пресс-конференцию, на которой высказал предположение, что конкурсный управляющий Владимир Клопов попытался совершить рейдерский захват пиццерии NYP, расположенной в Академгородке на Морском проспекте: 

У нас есть все основания полагать, что конкурсный управляющий действует в сговоре с некими лицами с целью разорить компанию и распродать её за копейки. Мы обратились с заявлением во все компетентные органы и высказали свои намерения погасить долги по налогам. Но, несмотря на это, конкурсный управляющий всячески противодействует тому, чтобы задолженность была погашена и компания вышла из процедуры конкурсного управления— НГС.Новости
Владимир Клопов назвал эти обвинения необоснованными и обвинил жену предпринимателя Ольгу Шогрен в воспрепятствовании законной деятельности.
Также Шогрен высказал мнение, что с помощью рейдерского захвата компания лишилась ресторана в Первомайском сквере и потеряло одно заведение в Барнауле.

## Закрытие уголовного дела
В 2014 году в связи с истечением срока давности Железнодорожный районный суд Новосибирска прекратил уголовное дело, возбуждённое весной 2009 года в отношении Эрика Шогрена и Евгении Головковой. Гособвинение попросило назначить Шогрену и Головковой по пять с половиной лет условного срока, после чего сразу выразило просьбу об их освобождении «в связи с истечением срока давности». В то же время суд признал за поставщиками холдинга NYP право на компенсацию ущерба, но уже в рамках гражданского судопроизводства. Предприниматели вину не признали.

## Предпринимательская деятельность после суда
Несмотря на то, что многие заведения Шогрена в сложный для его компании период были закрыты, ему удалось сохранить свой бизнес. В 2015 году сети Kuzina и New York Pizza появились в Москве. В 2016 году предприниматель купил кондитерскую Baker’s wife, расположенную в Миннеаполисе. Формат новой сети будет приблизительно соответствовать формату российской «Кузины».